# Norra Gotlands pastorat
Norra Gotlands pastorat är ett pastorat i Nordertredingens kontrakt i Visby stift i Gotlands kommun. 
Pastoratet bildades 2014 genom sammanläggning av pastoraten:
- Väskinde pastorat
- Stenkyrka pastorat
- Bunge pastorat
- Forsa pastorat
- Othem-Boge pastorat
- Gothems pastorat

Pastoratet består av följande församlingar:
- Väskinde församling
- Stenkyrka församling
- Bunge, Rute och Fleringe församling
- Fårö församling
- Forsa församling
- Othem-Boge församling
- Gothems församling

Pastoratskod är 120106

## Kyrkoherdar
| Ämbetstid | Namn                  | Levnadstid | Övrigt |
| --------- | --------------------- | ---------- | ------ |
| 2014–2016 | Martina Åkeson Wollbo | 1964–      | [ 2 ]  |